# El Buen Pastor (empresa)
El Buen Pastor es una empresa láctea privada cuya sede y fábrica están situadas en la localidad española de San Vicente de Toranzo, perteneciente al municipio de Corvera de Toranzo (Cantabria), junto al museo etnográfico "El Hombre y el Campo".

## Historia
Fue fundada en 1920 por Ramón Ortiz Villota, manufacturando en sus inicios mantequillas y quesos gouda. En los años 50 y 60, El Buen Pastor se dio a conocer gracias a la leche en polvo, que posteriormente daría paso a la leche líquida en botellas de plástico y más tarde, en 1982, al tetrabrick. En 1975 introdujo el método de ultrapasteurización (UHT), siendo la primera empresa española en hacerlo.